# 삼봉로 (완주군)
삼봉로(Sambong-ro)는 전북특별자치도 완주군 삼례읍 삼례사거리에서 완주군 봉동읍 장기삼거리를 잇는 도로이다.

## 주요 경유지
전북특별자치도
- 완주군 (삼례읍. 봉동읍)

## 노선
| 이름            | 접속 노선                        | 소재지 | 소재지 | 비고 |
| --------------- | -------------------------------- | ------ | ------ | ---- |
| 삼례사거리      | 삼례로                           | 완주군 | 삼례읍 |      |
| 삼례 나들목     | 25호선 호남고속도로 삼례나들목로 | 완주군 | 삼례읍 |      |
| 별산교          |                                  | 완주군 | 삼례읍 |      |
| 3공단사거리     | 과학로                           | 완주군 | 봉동읍 |      |
| 서두삼거리      | 낙평신기길                       | 완주군 | 봉동읍 |      |
| 장기삼거리      | 국도 제17호선 (완주로)           | 완주군 | 봉동읍 |      |
| 고산천로와 직결 |                                  |        |        |      |

## 주요 시설및 건물
- 삼례시장 (삼봉로 6/삼례리 923-8)
- 완주우체국 (삼봉로 19/삼례리 927-2)
- KT 카라 삼례점 (삼봉로 21/삼례리 906-1)
- 한국수자원공사 완주현대화사업소 (삼봉로 28/삼례리 900)
- 삼례읍 행정복지센터 (삼봉로 48/삼례리 1691-2)
- 완주군청소년수련관 (삼봉로 125/삼례리 288)
- GS25 삼례IC점 (삼봉로 145/신금리 800-13)
- GS칼텍스 하나주유소 (삼봉로 145/신금리 800-4)
- 완주군문화체육센터 (삼봉로 215/신금리 491-52)
- 완주향토예술문화회관 (삼봉로 215/신금리 산 70-4)
- 완주소방서 (삼봉로 518/수계리 325-1)
- 봉동119안전센터 (삼봉로 518/수계리 325-1)
- HD현대오일뱅크 극동주유소 (삼봉로 798/낙평리 1010-1)
- 알뜰 그린주유소 한진2호점 (삼봉로 915/장기리 376)
- 완주군상하수도사업소 (삼봉로 920/장기리 372-5)
- 봉동읍 행정복지센터 (삼봉로 933/장기리 1174-11)
- HD현대오일뱅크 봉동주유소 (삼봉로 965/장기리 119)
- 세븐일레븐 완주봉동점 (삼봉로 965/장기리 119)